# Svenskt kvinnobiografiskt lexikon
Le Svenskt kvinnobiografiskt lexikon (SKBL, pouvant se traduire en français par Dictionnaire biographique des femmes suédoises) est un dictionnaire biographique des femmes suédoises. Il est publié pour la première fois en anglais et en suédois en 2018, comptant mille entrées. Mille articles supplémentaires sont prévus pour 2020.[Passage à actualiser] Il a été financé notamment par la Fondation du tricentenaire de la Banque de Suède (en).
SKBL est produit par l'Université de Göteborg. Les articles sont rédigés par des experts et des chercheurs. Le dictionnaire contient des biographies de femmes qui, à travers plusieurs siècles et de différentes manières, ont contribué au développement de la société, à la fois en Suède et au-delà. Les candidatures, basées sur un mélange de recherches existantes et nouvelles, ont été principalement sélectionnées en mettant l'accent sur l'importance sociétale plutôt que sur la renommée personnelle. La sélection comprend des femmes pionnières et des femmes qui se sont battues pour l'égalité des sexes ainsi que celles d'importance historique. Les femmes finlandaises sont également incluses pour l'ère pré-1809.
Les chefs de projet sont Lisbeth Larsson et Maria Sjöberg. Les articles ont été traduits en anglais par Alexia Grosjean. La base de données et le dictionnaire font partie de KvinnSam (en), la bibliothèque nationale de ressources pour les études de genre de l'Université de Göteborg[réf. souhaitée].

## Historique
Lisbeth Larsson, professeure d'études littéraires, a tenté depuis 2010 de créer un dictionnaire plus général axé sur les femmes pour donner une image plus juste de l'histoire (avec Inger Eriksson, responsable des opérations chez KvinnSam). Le plan initial était de publier un livre, mais il a ensuite été décidé de compiler une base de données accessible sous forme de dictionnaire en ligne.